# Give the People What They Want (album van Sharon Jones & The Dap-Kings)
Give the People What They Want is het vijfde studioalbum van de New Yorkse soulband Sharon Jones & The Dap-Kings. Het werd 14 januari 2014 uitgebracht op Daptone.

## Achtergrond
Het album was al in 2012 opgenomen en zou oorspronkelijk medio 2013 uitkomen. De reden van de vertraagde release was dat er bij zangeres Sharon Jones alvleesklierkanker werd vastgesteld. Jones herstelde en ging geleidelijk aan weer optreden, ook nadat de kanker was teruggekeerd. Give the People What They Want ontving vooral lovende recensies en werd bij de Grammy Awards genomineerd voor beste r&b-album. Jones zou nog twee albums opnemen voordat ze op 18 november 2016 op 60-jarige leeftijd te overlijden. 

## Tracklijst
| 1.                 | Retreat!                                                             | 3:31 |
| 2.                 | Stranger to My Happiness                                             | 3:31 |
| 3.                 | We Get Along                                                         | 3:03 |
| 4.                 | You'll Be Lonely                                                     | 3:45 |
| 5.                 | Now I See                                                            | 3:10 |
| 6.                 | Making Up and Breaking Up (And Making Up and Breaking Up Over Again) | 2:23 |
| 7.                 | Get Up and Get Out                                                   | 3:27 |
| 8.                 | Long Time, Wrong Time                                                | 3:21 |
| 9.                 | People Don't Get What They Deserve                                   | 3:25 |
| 10.                | Slow Down, Love                                                      | 4:02 |
| Totale duur: 33:38 |                                                                      |      |

N.B.
- De fysieke cd bevat een code voor een gratis MP3-download van het album met als bonus een 58 minuten lange Daptone-sampler.